# Schmerzraum
Schmerzraum („hinter dem Knochen wird gezählt/SCHMERZRAUM, 1941-1983“) ist eine Rauminstallation des deutschen Künstlers Joseph Beuys (1921–1986).

## Das Werk
Im Dezember 1983 kleidete Beuys den Raum der Düsseldorfer Galerie Konrad Fischer vollständig mit Bleiplatten aus. In der Deckenmitte hing eine nackte Glühlampe, die spärliches Licht spendete. Neben dieser installierte Beuys zwei silberne Ringe unterschiedlicher Größe.
Joseph Beuys legte im Anschluss signierte Serigraphien zu seinem Werk unter dem Titel „Hinter dem Knochen wird gezählt - Schmerzraum“ auf (1984).
Die Installation befindet sich heute in der permanenten Ausstellung des CaixaForum Barcelona. Sie wurde 1985 an die Fundación “la Caixa” verkauft und ist seit der Eröffnung des CaixaForum Barcelona 2002 dort wieder aufgebaut.

## Interpretation
Heiner Stachelhaus interpretierte, der eine Ring besitze in etwa den Kopfumfang eines Kindes und stehe mutmaßlich für den Begriff „Leben“, der andere Ring habe den Kopfumfang eines Erwachsenen und symbolisiere den Tod. Als Assoziation liege die totale elementare Isolation nahe, quasi als ein Schutzraum gegen die Außenwelt. Beuys habe Blei gewählt, da es sich mit den meisten Elementen verbindet und zugleich die Fähigkeit besitzt, Strahlen, wie beispielsweise Röntgenstrahlen zu absorbieren. Zum anderen kämen die Bleikammern des Dogenpalastes in Venedig in den Sinn, Gefängniszellen der Inquisition, in denen Folter, Leid und Schmerzen regierten. Da für Beuys stets der Fluss der Energie in seinem Werk eminent wichtig sei, platzierte er bewusst die Silberringe in seiner Bleikammer, weil das Element Silber im Gegensatz zum Blei Wärme leitet. Blei = Kälte versus Silber = Wärme. Beuys spiele in dieser Installation mit dem Gleichnis der menschlichen Wärme, gefangen und isoliert in einem kalten Raum. „Was not tut, ist Wärme.“, zitiert er Beuys.
Joseph Beuys erklärte zu seinem Werk: „Es ist für mich keine Frage - die Zeitbombe tickt. Alles ist so verknöchert, daß kaum noch Bewegungen möglich sind. Ja, erst hinter dem Knochen wird gezählt.“